# Castelsarrasin
Castelsarrasin (occitană Los Sarrasins) este un oraș în sudul Franței, sub-prefectură a departamentului Tarn-et-Garonne, în regiunea Midi-Pirinei. 
1. ↑  répertoire géographique des communes, accesat în 26 octombrie 2015
2. ↑  dataset of postal codes in France, 1 octombrie 2018